# KkStB 11
| ÖNWB XIVa,b / kkStB 11 / ČSD 354.4                                | ÖNWB XIVa,b / kkStB 11 / ČSD 354.4               | ÖNWB XIVa,b / kkStB 11 / ČSD 354.4               | ÖNWB XIVa,b / kkStB 11 / ČSD 354.4                 | ÖNWB XIVa,b / kkStB 11 / ČSD 354.4                 | ÖNWB XIVa,b / kkStB 11 / ČSD 354.4                 |
| ----------------------------------------------------------------- | ------------------------------------------------ | ------------------------------------------------ | -------------------------------------------------- | -------------------------------------------------- | -------------------------------------------------- |
| ÖNWB XIVb No. 611 spätere kkStB 11.11, ČSD 354.406 und DR 38 4301 |                                                  |                                                  |                                                    |                                                    |                                                    |
| Technische Daten                                                  |                                                  |                                                  |                                                    |                                                    |                                                    |
|                                                                   | XIVa (1896)                                      | XIVa (1900)                                      | XIVb (1896)                                        | XIVb (1903)                                        | XIVb (1909)                                        |
| Nummerierung:                                                     | ÖNWB XIVa 601–605 kkStB 11.01–05 ČSD 354.401–405 | ÖNWB XIVa 601–605 kkStB 11.01–05 ČSD 354.401–405 | ÖNWB XIVb 611–629 kkStB 11.11–29 ČSD 354.406–424   | ÖNWB XIVb 611–629 kkStB 11.11–29 ČSD 354.406–424   | ÖNWB XIVb 611–629 kkStB 11.11–29 ČSD 354.406–424   |
| Anzahl:                                                           | ÖNWB: 5 kkStB: 5 (von ÖNWB) ČSD: 5 (von kkStB)   | ÖNWB: 5 kkStB: 5 (von ÖNWB) ČSD: 5 (von kkStB)   | ÖNWB: 19 kkStB: 19 (von ÖNWB) ČSD: 19: (von kkStB) | ÖNWB: 19 kkStB: 19 (von ÖNWB) ČSD: 19: (von kkStB) | ÖNWB: 19 kkStB: 19 (von ÖNWB) ČSD: 19: (von kkStB) |
| Hersteller:                                                       | StEG                                             | StEG                                             | StEG                                               | StEG                                               | StEG                                               |
| Baujahr(e):                                                       | 1896, 1898, 1900                                 | 1896, 1898, 1900                                 | 1896, 1898, 1900, 1903, 1909                       | 1896, 1898, 1900, 1903, 1909                       | 1896, 1898, 1900, 1903, 1909                       |
| Ausmusterung:                                                     | bis 1949                                         | bis 1949                                         | bis 1949                                           | bis 1949                                           | bis 1949                                           |
| Spurweite:                                                        | 1.435 mm                                         | 1.435 mm                                         | 1.435 mm                                           | 1.435 mm                                           | 1.435 mm                                           |
| Bauart:                                                           | 2'C n2                                           | 2'C n2                                           | 2'C n2v                                            | 2'C n2v                                            | 2'C n2v                                            |
| Zylinderdurchmesser:                                              | 500 mm                                           | 500 mm                                           | 520/740 mm                                         | 520/740 mm                                         | 520/740 mm                                         |
| Kolbenhub:                                                        | 650 mm                                           | 650 mm                                           | 650 mm                                             | 650 mm                                             | 650 mm                                             |
| Treibraddurchmesser:                                              | 1.650 mm                                         | 1.650 mm                                         | 1.650 mm                                           | 1.650 mm                                           | 1.650 mm                                           |
| Laufraddurchmesser:                                               | 989 mm                                           | 989 mm                                           | 989 mm                                             | 989 mm                                             | 989 mm                                             |
| Fester Radstand:                                                  | 3.700 mm                                         | 3.700 mm                                         | 3.700 mm                                           | 3.700 mm                                           | 3.700 mm                                           |
| Gesamtradstand:                                                   | 7.420 mm                                         | 7.420 mm                                         | 7.420 mm                                           | 7.420 mm                                           | 7.420 mm                                           |
| Gesamtradstand mit Tender:                                        | 14.087 mm                                        | 14.087 mm                                        | 14.087 mm                                          | 14.087 mm                                          | 14.087 mm                                          |
| Rohrheizfläche:                                                   | 165,3 m²                                         | 162,5 m²                                         | 165,3 m²                                           | 162,5 m²                                           | 165,3 m²                                           |
| Strahlungsheizfläche:                                             | 13,0 m²                                          | 13,0 m²                                          | 13,0 m²                                            | 13,0 m²                                            | 13,0 m²                                            |
| Rostfläche:                                                       | 2,90 m²                                          | 2,90 m²                                          | 2,90 m²                                            | 2,90 m²                                            | 2,90 m²                                            |
| Kesselüberdruck:                                                  | 12,0                                             | 12,0                                             | 13,0 atm                                           | 13,0 atm                                           | 13,0 atm                                           |
| Leermasse:                                                        | 54,50 t                                          | 56,00 t                                          | 54,50 t                                            | 56,00 t                                            | 57,30 t                                            |
| Reibungsmasse:                                                    | 41,40 t                                          | 42,00 t                                          | 41,40 t                                            | 42,00 t                                            | 42,00 t                                            |
| Dienstmasse:                                                      | 48,00 t                                          | 48,00 t                                          | 48,00 t                                            | 48,00 t                                            | 48,00 t                                            |
| Tender:                                                           | 51, 55                                           | 51, 55                                           | 51, 55                                             | 51, 55                                             | 51, 55                                             |
| Dienstgewicht mit Tender:                                         | 60,70 t                                          | 61,60 t                                          | 60,70 t                                            | 61,60 t                                            | 63,00 t                                            |
| Wasser:                                                           | 15,0 m³                                          | 15,8 m³                                          | 15,8 m³                                            | 15,8 m³                                            | 15,3 m³                                            |
| Brennstoff:                                                       | 7,0 m³                                           | 7,0 m³                                           | 7,0 m³                                             | 7,0 m³                                             | 7,0 m³                                             |
| Länge:                                                            | 10.688 mm                                        | 10.688 mm                                        | 10.688 mm                                          | 10.688 mm                                          | 10.688 mm                                          |
| Länge mit Tender:                                                 | 17.351 mm                                        | 17.351 mm                                        | 17.351 mm                                          | 17.351 mm                                          | 17.351 mm                                          |
| Höhe                                                              | 4.560 mm                                         | 4.560 mm                                         | 4.560 mm                                           | 4.560 mm                                           | 4.560 mm                                           |
| Höchstgeschwindigkeit:                                            | 80 km/h                                          | 80 km/h                                          | 80 km/h                                            | 80 km/h                                            | 80 km/h                                            |

Die Dampflokomotivreihe kkStB 11 waren Schnellzug-Lokomotiven der k.k. österreichischen Staatsbahnen (kkStB), die ursprünglich von der Österreichischen Nordwestbahn (ÖNWB) stammten und dort die Bezeichnung ÖNWB XIV trugen. Die privaten Bahngesellschaften Aussig-Teplitzer Eisenbahn (ATE) und Buschtěhrader Eisenbahn (BEB) in Böhmen beschafften ebenfalls Maschinen dieses Typs.

## Geschichte

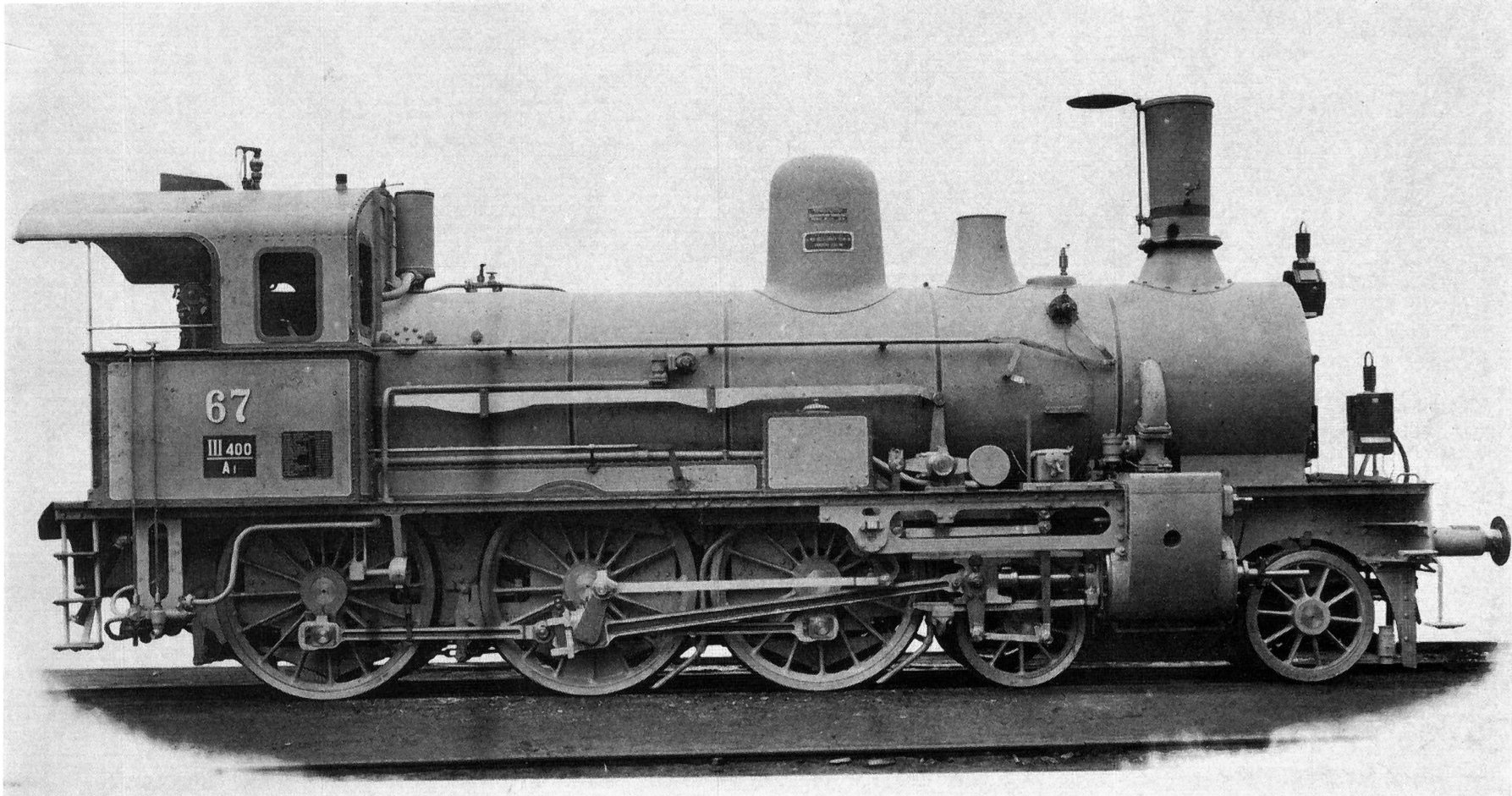
BEB VIII No. 67 spätere ČSD 354.441 und DR 38 4214

Bei der Beschaffung dieser Maschinen der Bauart 2C wollte die ÖNWB Erfahrungen bezüglich Verbundmaschinen sammeln und bestellte daher sowohl Nassdampf- (insgesamt 5 Stück) als auch Verbundausführungen (insgesamt 19 Stück).
Die Nassdampf-Variante wurde als Reihe XIVa, die Verbund-Variante als Reihe XIVb eingeordnet.
Beide Varianten wurden von der Lokomotivfabrik der StEG gefertigt und von 1896 bis 1909 geliefert.
Karl Gölsdorf arbeitete bei der Entwurfsdurcharbeitung mit.
Ihr Aussehen wurde durch den wuchtigen Doppeldom mit Verbinderrohr und darum gebautem Sandkasten bestimmt.

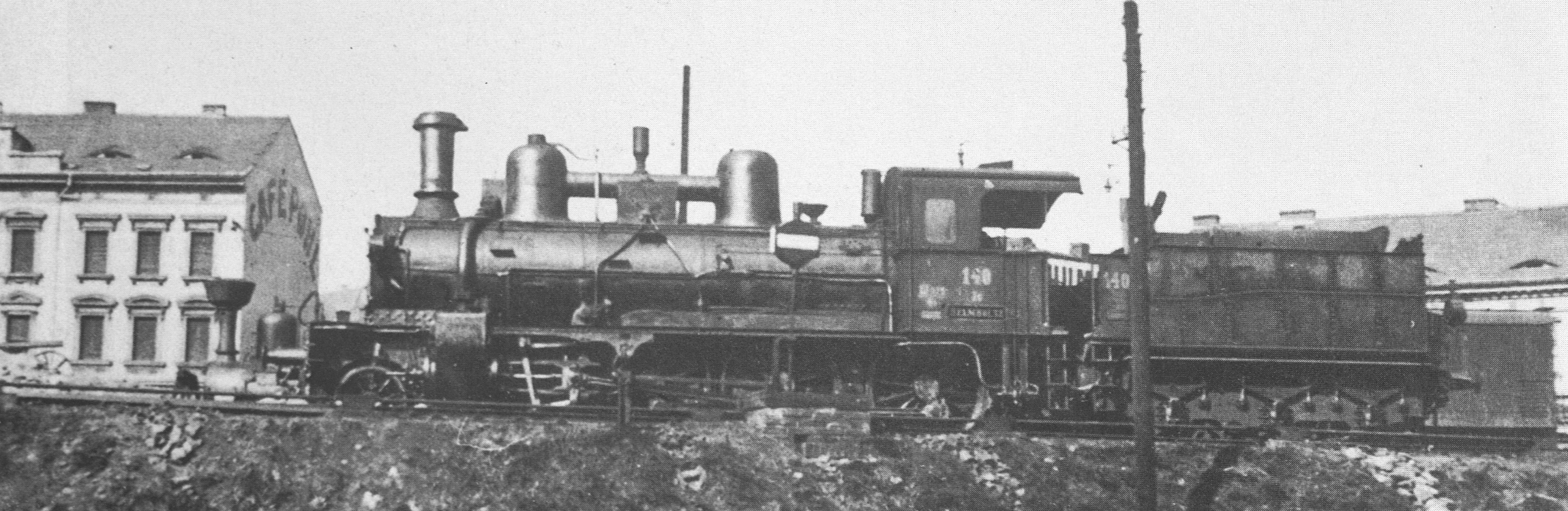
ATE Ic No. 140

Nachdem man je fünf Stück bestellt und verglichen hatte, entschied man sich für die Weiterbeschaffung der Verbundmaschinen.
Die letzte Lieferung der XIVb (6 Stück) hatte bereits Popp-Ventile, Schmierpresse und selbsttätige Saugluftbremse.
Die Maschinen dieser Reihen waren meist zwischen Znaim und Iglau beim Befördern der bis zu 250 t schweren Schnellzüge im Einsatz und läuteten durch ihr dreifach gekuppeltes Triebwerk eine neue Epoche im Reisezugverkehr auf den in hügeligem Gelände trassierten Strecken der ÖNWB ein.
Ihre guten Leistungen veranlassten die Buschtěhrader Eisenbahn (BEB), 17 Maschinen dieses Typs mit leicht geändertem Aussehen (u. a. nur ein Dampfdom und Sandkasten auf dem Umlaufblech) zu beschaffen, die als BEB VIII eingeordnet wurden. Die Aussig-Teplitzer Eisenbahn (ATE) kaufte ebenfalls vier Lokomotiven dieses Typs und reihte sie als ATE Ic ein.
Nach der Verstaatlichung der ÖNWB 1909 wurden die Maschinen von der kkStB als Reihe 11 bezeichnet. Diese Reihe kam nach dem Ersten Weltkrieg geschlossen zu den Tschechischen Staatsbahnen (ČSD), die sie als Reihe 354.4 einordneten und die letzten Maschinen erst 1949 ausmusterten. Während des Zweiten Weltkriegs trugen die Maschinen die DR-Nummern 38 4201–4204 (XIVa) und 38 4301–4319 (XIVb).
Die Maschinen der BEB kamen ebenfalls, gemeinsam mit vier Stück 2'C-t2-Maschinen (mit Dampftrockner) ähnlicher Bauart, als Reihe 354.4  mit den Nummern 354.425–447 zur ČSD. 12 Lokomotiven der älteren Lieferungen (BEB VIII 51–69, ČSD 354.425–443) erhielten die DR-Nummern 38 4205–4216 und alle vier Lokomotiven der letzten Lieferung von 1913/14 (BEB VIII 70–73, ČSD 354.444–447) die DR-Nummern 38 4401–4404.
Die Loks der ATE erhielten bei den ČSD die Reihenbezeichnung 344.5 und die Nummern 344.501–504.

## Andere Lokomotiven unter dieser Bezeichnung
Vor der Besetzung der Reihe 11 durch Lokomotiven der ÖNWB waren die Nummern 11.01–06 schon einmal für Maschinen der Vorarlberger Bahn und die Nummern 11.11–22 von der Reihe I der Galizischen Carl Ludwig-Bahn besetzt. Die 11.01–06 wurden aber 1891 in 23.04–09 umgezeichnet.